# Jagadis Chandra Bose
Jagadis Chandra Bose (ur. 30 listopada 1858 w Bikrampur, wówczas Indie Brytyjskie, zm. 23 listopada 1937 w Giridih w Bengalu, wówczas w Indiach Brytyjskich) – indyjski polihistor: fizyk, fizjolog roślin i pisarz. Wykazał, że rośliny reagują na bodźce w podobny sposób jak zwierzęta. Był profesorem uniwersytetu w Kalkucie oraz założycielem i dyrektorem Bose Research Institute.
Bose był wszechstronnym uczonym. Posiadał ogromną wiedzę z dziedziny biologii, fizyki, botaniki, archeologii oraz biofizyki. Był również pisarzem. Swoją książką "Niruddesher Kahini" z 1896 roku zapoczątkował rozwój literatury science-fiction w języku bengalskim.
Bose posiadał tytuł szlachecki Sir.